# تخدير إعلامي
التخدير الإعلامي نظرية تقضي بأن اطلاع الناس على مادة إخبارية بصورة متكررة يؤدي بهم إلى عدم المبالاة والاكتفاء بالمعرفة عوض فعل شيء بشأن موضوع المادة.